# سماح الدشراوي
سماح الدشراوي، ممثلة تونسية. حصلت في عام 2011 على جائزة أفضل ممثلة وجائزة أفضل ممثلة شابة عن دورها خميسة في نسيبتي العزيزة في حفل توزيع جوائز رمضان التي منحتها لها موزاييك إف إم.

## فيلموغرافيا

### مسرح
- 2012 : تقديم (فيلم قصير) لوليد مطر

### مسلسلات
- 2001 : ريحانة لحمادي عرفة
- 2003 : إخوة وزمان لحمادي عرفة
- 2011 و 2015 - 2018 : نسيبتي العزيزة (المواسم 2، 5 إلى 7) لصلاح الدين الصيد : خميسة بلعيد
- 2012 - 2013 : بنت ولد لسامي المازني[2]
- 2021 : ابن خلدون لسامي فاعور : آسيا

### البث
في 2011، أشرفت على برنامج لاباس على قناة الحوار التونسي إلى جانب المذيع نوفل الورتاني : حيث قدمت الممثلة اسكتشات محاكاة ساخرة.

## مسرح
- 2009 : الحقائب، نص يوسف بحري و إخراج جعفر قسمي.[3]
- 2012 : كروسة، نص فتحي عكاري وسامح دشراوي، إخراج فتحي عكاري.[4]